# 马丁诺夫陨击坑
马丁诺夫陨击坑（Martynov）是火星阿耳古瑞区的一座撞击坑，中心坐标位于南纬30.35度、西经36.41度，直径61.13公里，其名称取自前苏联天文学家德米特里·雅科夫列维奇·马丁诺夫（1906年–1989年），2013年，被国际天文联合会批准采用。

## 另请查看
- 火星撞击坑